# ماوريسيو مارتينيز (ملاكم)
ماوريسيو مارتينيز (بالإسبانية: Mauricio Martínez)‏ (20 مايو 1975 بكولون (بنما) في بنما - ) هو ملاكم بنمي.

## إحصائيات
خاض خلال مسيرته 51 نزالا، فاز في 36 وتعادل في 1 وخسر في 14. فاز بالضربة القاضية في 24 نزالا.

## روابط خارجية
- ماوريسيو مارتينيز على موقع بوكس ريك (الإنجليزية) (registration required)